# Deliboz
Le Deliboz (azéri : Dilbaz), aussi connu sous le nom de Kazakh d'Azerbaïdjan, est une race de chevaux de selle orientale de l'Azerbaïdjan, élevée dans les régions de Qazakh, Agstafa et Tovuz. 

## Histoire
La race est connue sous les noms de Deliboz et Daliboz, issus d'un haras. Le nom russe est Delibozskaya. Historiquement, les premières description de cette race se font sous les noms de « Kazakh d'Azerbaïdjan » et de « cheval d'Azerbaïdjan ».
Descendant de l'ancienne race du cheval d'Azerbaïdjan, le Deliboz est influencé, au cours de son évolution, par des chevaux perses et turkmènes. Bien que largement employé dans sa région d'origine, il reste longtemps inconnu du reste du monde. La race est caractérisée à la fin des années 1930 et 1940. Elle reçoit alors l'influence de chevaux de selle Arabe et Karabakh.
En 1943, une coopérative d'élevage, Gosplemrassadnik, est ouverte sous l'Union soviétique pour améliorer les populations locales de chevaux. Depuis 1950, les croisements n'ont été pratiques qu'avec l'Arabe et le Tersk, le Karabakh étant élevé à part.

## Description
Le modèle est celui du cheval de selle et de course léger. La taille moyenne est de 1,52 m d'après CAB International, de 1,44 m d'après Bonnie Lou Hendricks (université d'Oklahoma).
Les Deliboz ont une tête courte au front large, un corps massif et une bonne ligne du dessus. Les jambes sont saines et bien proportionnées, avec un canon plus large que pour les autres chevaux. 
La robe est baie ou grise.
Le tempérament est réputé capricieux. Beaucoup d'animaux amblent naturellement.

## Utilisations
La race est surtout employée en croisement. Les Deliboz sont aussi montés et utilisés pour des courses équestres locales, ou mis à la traction légère.

## Diffusion de l'élevage
Les Deliboz sont localisés dans les régions de Qazakh, Agstafa et Tovuz. La race est considérée comme commune.
L'étude menée par l'Université d'Uppsala et publiée en août 2010 pour l'Organisation des Nations unies pour l'alimentation et l'agriculture (FAO) signale le Deliboz comme une race locale asiatique. La base de données DAD-IS n'indique pas de niveau de menace.